# Pholetesor dmitriyi
Pholetesor dmitriyi är en stekelart som beskrevs av Kotenko 2007. Pholetesor dmitriyi ingår i släktet Pholetesor och familjen bracksteklar. Inga underarter finns listade i Catalogue of Life.